# Cantón de Pont-en-Royans
El cantón de Pont-en-Royans era una división administrativa francesa, que estaba situada en el departamento de Isère y la región de Ródano-Alpes.

## Composición
El cantón estaba formado por doce comunas:
- Auberives-en-Royans
- Beauvoir-en-Royans
- Châtelus
- Choranche
- Izeron
- Pont-en-Royans
- Presles
- Rencurel
- Saint-André-en-Royans
- Saint-Just-de-Claix
- Saint-Pierre-de-Chérennes
- Saint-Romans

## Supresión del cantón de Pont-en-Royans
En aplicación del Decreto nº 2014-180 de 18 de febrero de 2014, el cantón de Pont-en-Royans fue suprimido el 22 de marzo de 2015 y sus 12 comunas pasaron a formar parte del nuevo cantón del Sur de Grésivaudan.